# Elecciones presidenciales de Estados Unidos de 2020 en Nueva York
La Elecciones presidenciales de Estados Unidos en Nueva York de 2020 está programada para el martes 3 de noviembre de 2020, como parte de las elecciones en los Estados Unidos de 2020 en las que participarán los 50 estados más el Distrito de Columbia. Los votantes de Nueva York elegirán electores para representarlos en el Colegio Electoral a través de un voto popular. El estado de Nueva York tiene 29 votos electorales en el Colegio Electoral. También se ha anunciado que Nueva York no será el estado natal del presidente Trump para estas elecciones, ahora Florida.

## Elección general

### Predicciones
| Fuente                | Clasificación | As of                  |
| --------------------- | ------------- | ---------------------- |
| Cook Political Report | Sólido        | 28 de octubre de 2020  |
| Inside Elections      | Sólido        | 28 de octubre de 2020  |
| Sabato's Crystal Ball | Sólido        | 2 de noviembre de 2020 |
| 270toWin              | Sólido        | 30 de octubre de 2020  |
| Político              | Sólido        | 2 de noviembre de 2020 |
| RealClearPolitics     | Sólido        | 29 de octubre de 2020  |

### Resultados
| Elecciones presidenciales de Estados Unidos en Nueva York de 2020 | Elecciones presidenciales de Estados Unidos en Nueva York de 2020 | Elecciones presidenciales de Estados Unidos en Nueva York de 2020 | Elecciones presidenciales de Estados Unidos en Nueva York de 2020 | Elecciones presidenciales de Estados Unidos en Nueva York de 2020 | Elecciones presidenciales de Estados Unidos en Nueva York de 2020 |
| Partido                                                           | Partido                                                           | Candidato/a                                                       | Votos                                                             | %                                                                 | ±%                                                                |
| ----------------------------------------------------------------- | ----------------------------------------------------------------- | ----------------------------------------------------------------- | ----------------------------------------------------------------- | ----------------------------------------------------------------- | ----------------------------------------------------------------- |
|                                                                   | Demócrata                                                         | Joe Biden                                                         |                                                                   |                                                                   |                                                                   |
|                                                                   | Familias Trabajadoras                                             | Joe Biden                                                         |                                                                   |                                                                   |                                                                   |
|                                                                   | total                                                             | Joe Biden                                                         |                                                                   |                                                                   |                                                                   |
|                                                                   | Republicano                                                       | Donald Trump                                                      |                                                                   |                                                                   |                                                                   |
|                                                                   | Conservador                                                       | Donald Trump                                                      |                                                                   |                                                                   |                                                                   |
|                                                                   | total                                                             | Donald Trump (titular)                                            |                                                                   |                                                                   |                                                                   |
|                                                                   | Libertario                                                        | Jo Jorgensen                                                      |                                                                   |                                                                   |                                                                   |
| Total                                                             |                                                                   |                                                                   |                                                                   |                                                                   |                                                                   |
| Margen de victoria                                                |                                                                   |                                                                   |                                                                   |                                                                   |                                                                   |